# Vino sin alcohol
Vino sin alcohol o vino desalcoholizado es una bebida elaborada a partir del vino, diferente del mosto y del propio vino, con sabores y aromas procedentes del vino con alcohol de origen. 
Para obtener el producto se extrae el alcohol del vino ya elaborado por métodos no agresivos hasta obtener una cantidad de alcohol inferior al 0,9% en volumen, y manteniendo las propiedades organolépticas y características fundamentales del vino del que procede.
El proceso parte de la uva, que tras la vendimia produce mosto que se somete a la fermentación alcohólica mediada por las levaduras Saccharomyces cerevisiae. Una vez finalizada la fermentación, el azúcar del mosto se ha transformado en etanol y el producto pasa a denominarse vino. El vino, se somete a un proceso de eliminación del etanol por medios físicos (evaporación, ósmosis, fluidos supercríticos, etc). Entre los métodos de desalcoholización del vino más comunes se encuentran la ósmosis directa, la ósmosis inversa, la destilación al vacío, la columna de cono rotatorio, la pervaporación y la destilación osmótica.
Constituye una alternativa para quienes deseen disfrutar del sabor del vino mas no puedan hacerlo por su contenido alcohólico, caso de las mujeres embarazadas, conductores de vehículos y personas bajo tratamiento farmacológico con antibióticos o antidepresivos.  